# Atletisme als Jocs Olímpics d'Estiu de 2024 - 200m masculí
La prova de 200m masculina d'Atletisme als Jocs Olímpics de París 2024 fou la 29a edició de l'esdeveniment en unes Olimpíades. La prova es va disputar entre el 5 i el 8 d'agost del 2024 a l'Stade de France de París.
El botswanès Letsile Tebogo va guanyar la medalla d'or, després d'imposar-se a la final amb una marca (rècord d'Africa) de 19.64 segons. Va ser el 5è millor temps de tots els temps en la prova dels 200m i va suposar la primera medalla d'or olímpica en qualsevol esport, pel país africà. La medalla de plata se la va endur l'estatunidenc Kenneth Bednarek, amb una marca de 19.62 segons, mentre que la medalla de bronze fou pel seu compatriota Noah Lyles, amb un temps de 19.70 segons.
L'equip dels Estats Units és, amb molta diferència, la selecció més guardonada, amb 17 medalles d'or, 20 medalles de plata i 13 medalles de bronze, en les 29 edicions que l'esdeveniment ha estat present als Jocs Olímpics. El jamaicà i actual plusmarquista mundial Usain Bolt, amb 3 medalles d'or, és l'atleta més guardonat en tota la història de la competició.

## Format
Els 200 metres llisos consisteixen en un sprint. La competició va començar amb la fase de Heats, on hi van participaran tots els atletes classificats. Els 3 primers atletes de cada cursa es van classificar directament per les semifinals i la resta d'atletes tenien una nova oportunitat per passar de ronda, en la nova fase de repesca, que es va introduir en aquesta edició olímpica. Els 2 guanyadors de les semifinals, van passar a la final i en la cursa final, els 3 atletes que quedaven al capdavant, van obtenir les medalles.

## Classificació
Hi havia dues maneres de classificar-se per la prova olímpica. La forma principal era superant la marca estàndard de classificació (que per aquesta edició fou 20,16 segons), en qualsevol prova organitzada o supervisada per la Federació Internacional d'Atletisme, entre l'1 de juliol de 2023 i el 30 de juny de 2024. Depenent dels llocs sobrants es podien classificar els atletes que no haguessin aconseguit aquesta marca mitjançant el rànquing atlètic. S'ha de tenir en compte que només es podien classificar un màxim de 3 atletes per país i en cas que fos superior, cada federació havia d'escollir 3 velocistes per participar en les Olimpíades.
| Mètode de classificació  | Places | País                 | Atleta classificat    |
| ------------------------ | ------ | -------------------- | --------------------- |
| Marca estàndard - 20.16" | 3      | Canadà               | Aaron Brown           |
| Marca estàndard - 20.16" | 3      | Canadà               | Andre De Grasse       |
| Marca estàndard - 20.16" | 3      | Canadà               | Brendon Rodney        |
| Marca estàndard - 20.16" | 3      | Estats Units         | Kenny Bednarek        |
| Marca estàndard - 20.16" | 3      | Estats Units         | Erriyon Knighton      |
| Marca estàndard - 20.16" | 3      | Estats Units         | Noah Lyles            |
| Marca estàndard - 20.16" | 3      | Sud-àfrica           | Wayde van Niekerk     |
| Marca estàndard - 20.16" | 3      | Sud-àfrica           | Shaun Maswanganyi     |
| Marca estàndard - 20.16" | 3      | Sud-àfrica           | Benjamin Richardson   |
| Marca estàndard - 20.16" | 2      | Jamaica              | Andrew Hudson         |
| Marca estàndard - 20.16" | 2      | Jamaica              | Bryan Levell          |
| Marca estàndard - 20.16" | 2      | Zimbàbue             | Makanakaishe Charamba |
| Marca estàndard - 20.16" | 2      | Zimbàbue             | Tapiwanashe Makarawu  |
| Marca estàndard - 20.16" | 1      | Alemanya             | Joshua Hartmann       |
| Marca estàndard - 20.16" | 1      | Bahames              | Wanya McCoy           |
| Marca estàndard - 20.16" | 1      | Botswana             | Letsile Tebogo        |
| Marca estàndard - 20.16" | 1      | Costa d'Ivori        | Cheikna Traore        |
| Marca estàndard - 20.16" | 1      | França               | Pablo Matéo           |
| Marca estàndard - 20.16" | 1      | Itàlia               | Filippo Tortu         |
| Marca estàndard - 20.16" | 1      | Libèria              | Joseph Fahnbulleh     |
| Marca estàndard - 20.16" | 1      | Nigèria              | Udodi Onwuzurike      |
| Marca estàndard - 20.16" | 1      | Trinitat i Tobago    | Jereem Richards       |
| Marca estàndard - 20.16" | 1      | Regne Unit           | Zharnel Hughes        |
| Marca estàndard - 20.16" | 1      | República Dominicana | Alexander Ogando      |
| Marca estàndard - 20.16" | 1      | Uganda               | Tarsis Orogot         |
| Marca estàndard - 20.16" | 1      | Xina                 | Xie Zhenye            |
| Rànquing atlètic         | 3      | Japó                 | Shota Iizuka          |
| Rànquing atlètic         | 3      | Japó                 | Koki Ueyama           |
| Rànquing atlètic         | 3      | Japó                 | Towa Uzawa            |
| Rànquing atlètic         | 3      | Txèquia              | Eduard Kubelík        |
| Rànquing atlètic         | 3      | Txèquia              | Ondrej Macík          |
| Rànquing atlètic         | 3      | Txèquia              | Tomas Nemejc          |
| Rànquing atlètic         | 2      | Suïssa               | Timothé Mumenthaler   |
| Rànquing atlètic         | 2      | Suïssa               | William Reais         |
| Rànquing atlètic         | 1      | Austràlia            | Calab Law             |
| Rànquing atlètic         | 1      | Bahames              | Ian Kerr              |
| Rànquing atlètic         | 1      | Brasil               | Renan Gallina         |
| Rànquing atlètic         | 1      | França               | Ryan Zeze             |
| Rànquing atlètic         | 1      | Israel               | Blessing Afrifah      |
| Rànquing atlètic         | 1      | Itàlia               | Fausto Desalu         |
| Rànquing atlètic         | 1      | Paraguai             | César Almirón         |
| Rànquing atlètic         | 1      | Polònia              | Albert Kománski       |
| Rànquing atlètic         | 1      | República Dominicana | José González         |
| Rànquing atlètic         | 1      | Suècia               | Erik Erlandsson       |
| Rànquing atlètic         | 1      | Taipei               | Yang Chun-han         |
| Places reallotjades      | 2      | Itàlia               | Diego Pettorossi      |
| Places reallotjades      | 2      | Suïssa               | Felix Svensson        |

## Rècords
Abans de la prova, els rècords eren els següents:
| Rècord             | Atleta         | Temps | Lloc            | Data                   |
| ------------------ | -------------- | ----- | --------------- | ---------------------- |
| Rècord del Món     | Usain Bolt     | 19.19 | Berlín          | 20 d'agost de 2009     |
| Rècord Olímpic     | Usain Bolt     | 19.30 | Pequín          | 20 d'agost de 2008     |
| Rècord Àfrica      | Letsile Tebogo | 19.50 | Londres         | 23 de juliol de 2023   |
| Rècord Àsia        | Xie Zhenye     | 19.88 | Londres         | 21 de juliol de 2019   |
| Rècord Europa      | Pietro Mennea  | 19.72 | Ciutat de Mèxic | 12 de setembre de 1979 |
| Rècord NACAC       | Usain Bolt     | 19.19 | Berlín          | 20 d'agost de 2009     |
| Rècord Oceania     | Peter Norman   | 20.06 | Ciutat de Mèxic | 16 d'octubre de 1968   |
| Rècord Sud-amèrica | Alonso Edward  | 19.81 | Berlín          | 20 d'agost de 2009     |

## Competició

### 1a ronda
La 1a ronda es va disputar el 5 d'agost de 2024 a partir de les 19:55h. Hi van participar tots els atletes classificats. Es classificaven els 3 primers de cada sèrie, mentre que la resta passaven a la ronda de repesca.

#### Sèrie 1
| Posició | Atleta            | País          | Temps   |
| ------- | ----------------- | ------------- | ------- |
| 1       | Joseph Fahnbulleh | Libèria       | 20.20 Q |
| 2       | Fausto Desalu     | Itàlia        | 20.26 Q |
| 3       | Wayde van Niekerk | Sud-àfrica    | 20.42 Q |
| 4       | Ryan Zeze         | França        | 20.49   |
| 5       | Felix Svensson    | Suïssa        | 20.54   |
| 6       | Cheikna Traore    | Costa d'Ivori | 20.54   |
| 7       | Calab Law         | Austràlia     | 20.75   |
| 8       | Albert Kománski   | Polònia       | 20.77   |

#### Sèrie 2
| Posició | Atleta           | País                 | Temps   |
| ------- | ---------------- | -------------------- | ------- |
| 1       | Tarsis Orogot    | Uganda               | 20.32 Q |
| 2       | Wanya McCoy      | Bahames              | 20.36 Q |
| 3       | Renan Gallina    | Brasil               | 20.41 Q |
| 4       | Andrew Hudson    | Jamaica              | 20.53   |
| 5       | Udodi Onwuzurike | Nigèria              | 20.55   |
| 6       | César Almirón    | Paraguai             | 20.87   |
| 7       | Tomas Nemejc     | Txèquia              | 21.03   |
| 8       | José González    | República Dominicana | DNS     |

#### Sèrie 3
| Posició | Atleta                | País       | Temps   |
| ------- | --------------------- | ---------- | ------- |
| 1       | Letsile Tebogo        | Botswana   | 20.10 Q |
| 2       | Makanakaishe Charamba | Zimbàbue   | 20.27 Q |
| 3       | Filippo Tortu         | Itàlia     | 20.29 Q |
| 4       | Brendon Rodney        | Canadà     | 20.30   |
| 5       | Timothé Mumenthaler   | Suïssa     | 20.63   |
| 6       | Koki Ueyama           | Japó       | 20.84   |
| 7       | Benjamin Richardson   | Sud-àfrica | 51.86   |

#### Sèrie 4
| Posició | Atleta           | País                 | Temps   |
| ------- | ---------------- | -------------------- | ------- |
| 1       | Kenny Bednarek   | Estats Units         | 19.96 Q |
| 2       | Alexander Ogando | República Dominicana | 20.04 Q |
| 3       | Joshua Hartmann  | Alemanya             | 20.30 Q |
| 4       | Diego Pettorossi | Itàlia               | 20.63   |
| 5       | Shota Iizuka     | Japó                 | 20.67   |
| 6       | Ondrej Macík     | Txèquia              | 21.04   |
| 7       | Zharnel Hughes   | Regne Unit           | DNS     |

#### Sèrie 5
| Posició | Atleta               | País         | Temps   |
| ------- | -------------------- | ------------ | ------- |
| 1       | Erriyon Knighton     | Estats Units | 19.99 Q |
| 2       | Tapiwanashe Makarawu | Zimbàbue     | 20.07 Q |
| 3       | Shaun Maswanganyi    | Sud-àfrica   | 20.20 Q |
| 4       | Aaron Brown          | Canadà       | 20.36   |
| 5       | Ian Kerr             | Bahames      | 20.53   |
| 6       | Pablo Matéo          | França       | 20.58   |
| 7       | Erik Erlandsson      | Suècia       | 20.65   |
| 8       | Eduard Kubelík       | Txèquia      | 21.14   |

#### Sèrie 6
| Posició | Atleta           | País         | Temps   |
| ------- | ---------------- | ------------ | ------- |
| 1       | Noah Lyles       | Estats Units | 20.19 Q |
| 2       | Andre De Grasse  | Canadà       | 20.30 Q |
| 3       | Towa Uzawa       | Japó         | 20.33 Q |
| 4       | Bryan Levell     | Jamaica      | 20.47   |
| 5       | Blessing Afrifah | Israel       | 20.78   |
| 6       | Yang Chun-han    | Taipei       | 20.83   |
| 7       | William Reais    | Suïssa       | 20.92   |

### Ronda de repesca
La ronda de repesca es va disputar el 6 d'agost de 2024 a partir de les 12:30h. Hi van participar tots els atletes que van acabar la 1a ronda i no van aconseguir quedar entre els 3 primers. Es van classificar per les semifinals el primer de cada sèrie i els 2 millors temps del còmput global.

#### Sèrie 1
| Posició | Atleta              | País          | Temps   |
| ------- | ------------------- | ------------- | ------- |
| 1       | Udodi Onwuzurike    | Nigèria       | 20.51 Q |
| 2       | Diego Pettorossi    | Itàlia        | 20.53   |
| 3       | Timothé Mumenthaler | Suïssa        | 20.67   |
| 4       | Shota Iizuka        | Japó          | 20.72   |
| 5       | Ondrej Macík        | Txèquia       | 21.14   |
| 6       | Cheikna Traore      | Costa d'Ivori | DNS     |

#### Sèrie 2
| Posició | Atleta         | País      | Temps   |
| ------- | -------------- | --------- | ------- |
| 1       | Brendon Rodney | Canadà    | 20.42 Q |
| 2       | Bryan Levell   | Jamaica   | 20.47 q |
| 3       | Pablo Matéo    | França    | 20.57   |
| 4       | Koki Ueyama    | Japó      | 20.92   |
| 5       | César Almirón  | Paraguai  | DQ      |
| 6       | Calab Law      | Austràlia | DNS     |

#### Sèrie 3
| Posició | Atleta           | País    | Temps   |
| ------- | ---------------- | ------- | ------- |
| 1       | Ryan Zeze        | França  | 20.40 Q |
| 2       | Aaron Brown      | Canadà  | 20.42 q |
| 3       | Yang Chun-han    | Taipei  | 20.73   |
| 4       | Blessing Afrifah | Israel  | 20.88   |
| 5       | Albert Kománski  | Polònia | 20.90   |
| 6       | Eduard Kubelík   | Txèquia | 21.20   |
| 7       | William Reais    | Suïssa  | DNS     |

#### Sèrie 4
| Posició | Atleta              | País       | Temps      |
| ------- | ------------------- | ---------- | ---------- |
| 1       | Erik Erlandsson     | Suècia     | 20.49 Q PB |
| 2       | Andrew Hudson       | Jamaica    | 20.55      |
| 3       | Ian Kerr            | Bahames    | 20.60      |
| 4       | Felix Svensson      | Suïssa     | 20.65      |
| 5       | Tomas Nemejc        | Txèquia    | 20.84      |
| 6       | Benjamin Richardson | Sud-àfrica | DNS        |

### Semifinals
Les semifinals es van disputar el 7 d'agost de 2024 a partir de les 20:02h. Es van classificar per la final, els 2 millors de cada sèrie i els 2 millors temps del còmput global.

#### Semifinal 1
| Posició | Atleta            | País                 | Temps   |
| ------- | ----------------- | -------------------- | ------- |
| 1       | Kenny Bednarek    | Estats Units         | 20.00 Q |
| 2       | Alexander Ogando  | República Dominicana | 20.09 Q |
| 3       | Andre De Grasse   | Canadà               | 20.41   |
| 4       | Shaun Maswanganyi | Sud-àfrica           | 20.42   |
| 5       | Wanya McCoy       | Bahames              | 20.61   |
| 6       | Tarsis Orogot     | Uganda               | 20.64   |
| 7       | Ryan Zeze         | França               | 20.81   |
| 8       | Bryan Levell      | Jamaica              | 20.93   |

#### Semifinal 2
| Posició | Atleta                | País         | Temps   |
| ------- | --------------------- | ------------ | ------- |
| 1       | Letsile Tebogo        | Botswana     | 19.96 Q |
| 2       | Noah Lyles            | Estats Units | 20.08 Q |
| 3       | Makanakaishe Charamba | Zimbàbue     | 20.31 q |
| 4       | Fausto Desalu         | Itàlia       | 20.37   |
| 5       | Joshua Hartmann       | Alemanya     | 20.47   |
| 6       | Towa Uzawa            | Japó         | 20.54   |
| 7       | Aaron Brown           | Canadà       | 20.57   |
| 8       | Erik Erlandsson       | Suècia       | 20.93   |

#### Semifinal 3
| Posició | Atleta               | País         | Temps   |
| ------- | -------------------- | ------------ | ------- |
| 1       | Erriyon Knighton     | Estats Units | 20.09 Q |
| 2       | Joseph Fahnbulleh    | Libèria      | 20.12 Q |
| 3       | Tapiwanashe Makarawu | Zimbàbue     | 20.16 q |
| 4       | Filippo Tortu        | Itàlia       | 20.54   |
| 5       | Brendon Rodney       | Canadà       | 20.59   |
| 6       | Renan Gallina        | Brasil       | 20.60   |
| 7       | Udodi Onwuzurike     | Nigèria      | 20.72   |
| 8       | Wayde van Niekerk    | Sud-àfrica   | 20.72   |

### Final
La final es va disputar el 8 d'agost de 2024 a les 20:30h.
| Posició | Atleta                | País                 | Temps    |
| ------- | --------------------- | -------------------- | -------- |
| 1       | Letsile Tebogo        | Botswana             | 19.46 AR |
| 2       | Kenny Bednarek        | Estats Units         | 19.62    |
| 3       | Noah Lyles            | Estats Units         | 19.70    |
| 4       | Erriyon Knighton      | Estats Units         | 19.99    |
| 5       | Alexander Ogando      | República Dominicana | 20.02    |
| 6       | Tapiwanashe Makarawu  | Zimbàbue             | 20.10    |
| 7       | Joseph Fahnbulleh     | Libèria              | 20.15    |
| 8       | Makanakaishe Charamba | Zimbàbue             | 20.53    |

## Medaller històric
| Posició | País              | Or | Argent | Bronze | Total |
| ------- | ----------------- | -- | ------ | ------ | ----- |
| 1       | Estats Units      | 17 | 20     | 13     | 50    |
| 2       | Jamaica           | 4  | 1      | 2      | 6     |
| 3       | Canadà            | 3  | 1      | 0      | 4     |
| 4       | Itàlia            | 2  | 0      | 1      | 3     |
| 5       | URSS              | 1  | 0      | 0      | 1     |
| 5       | Grècia            | 1  | 0      | 0      | 1     |
| 5       | Botswana          | 1  | 0      | 0      | 1     |
| 8       | Regne Unit        | 0  | 3      | 3      | 6     |
| 9       | Namíbia           | 0  | 2      | 0      | 2     |
| 10      | Austràlia         | 0  | 1      | 1      | 2     |
| 11      | Índia             | 0  | 1      | 0      | 1     |
| 12      | Trinitat i Tobago | 0  | 0      | 3      | 3     |
| 13      | França            | 0  | 0      | 2      | 2     |
| 14      | Brasil            | 0  | 0      | 1      | 1     |
| 14      | Panamà            | 0  | 0      | 1      | 1     |
| 14      | Països Baixos     | 0  | 0      | 1      | 1     |
| 14      | Alemanya          | 0  | 0      | 1      | 1     |